# دير القديس أجوستين
دير سان أوغستين هو مبنى استعماري شُيّد في أواخر القرن الثامن عشر، ويقع في المركز التاريخي لمدينة بوغوتا، في الجانب الجنوبي الغربي من منزل نارينيو. أٌعلن نصباً وطنياً في عام 1975، ويُعد فريداً ضمن العمارة الدينية الاستعمارية لكونه يفتقر إلى كنيسة خاصة به، على الرغم من ارتباطه التاريخي بكنيسة سان أوغستين الواقعة بشكل مائل على الجانب الآخر من الشارع. وقد كان مقراً لعدة هيئات ومؤسسات عسكرية وسياسية وتعليمية خلال فترة نيابة مملكة غرناطة الجديدة وكذلك في كولومبيا. ويُدار حالياً من قبل الجامعة الوطنية الكولومبية من خلال مديرية التراث الثقافي التابعة لها.

## تاريخه
بين عامي 1733 و1744، تبرّع رئيس شمامسة الكاتدرائية، السيد سالفادور لوبيز غاريدو، بـ "مبنى مفصول عن الدير بواسطة شارع". إلا أن هذا المنزل لم يكن يستوفي الشروط اللازمة ليكون جامعة، إذ كان مبنياً من القش والطين (الباهاريكي). لذلك، تقرر إنشاء مبنى جديد تحت إشراف الراهب غريغوريو أوغستين سالغادو. في الأول من يوليو عام 1775، أُغلقت جامعة سان نيكولاس دي باري، وتٌنزل عن العقار للسلطة النائبية الملكية. في عام 1781، بدأت انتفاضة الكومونيروس، مما أدى إلى زيادة عدد القوات في بوغوتا. وفي عام 1783، أٌنشئت الكتيبة المساعدة، والتي تمركزت في دير سان أوغستين، المقر السابق لجامعة سان نيكولاس دي باري.

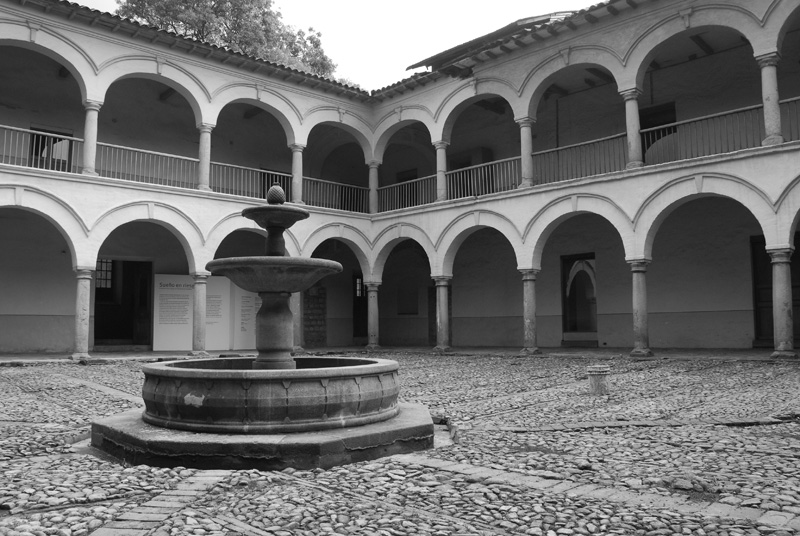
الفناء الداخلي

في 23 نوفمبر من عام 1809، أٌعتقل أنطونيو نارينيو في مرافق دير سان أوغستين، وفي اليوم التالي أٌقتيد إلى قرطاجنة دي إندياس. في عام 1828، وقعت مؤامرة سبتمبر ضد سيمون بوليفار، فاستولى على المبنى كتيبة فارغاس، التي كانت موالية للمحرر. وفي عام 1862، أثرت معركة سان أوغستين على مرافق المبنى وتسببت في أضرار بها.

### القرن العشرون
كان دير سان أوغستين مقراً لمجلس الشيوخ في الجمهورية، وكذلك لعدد من المؤسسات مثل القيادة العامة للحرس الكولومبي، وهيئة أركان الجيش، والمدرسة العسكرية للضباط، وثكنة المدفعية، وكتيبة الحرس الرئاسي.
في 9 أبريل من عام 1948، وأثناء انعقاد مؤتمر الدول الأمريكية التاسع، لجأ المشاركون الأجانب إلى الدير طلباً للجوء الدبلوماسي، بسبب حالة الاضطراب التي تسبب بها "بوغوتاثو". في ذلك الوقت، كان الدير يشكل حامية عسكرية، وتحديداً مقراً لكتيبة الحرس الرئاسي، التي أُرسلت منها قوات لحماية قصر نارينيو واستعادة السيطرة على ساحة بوليفار والمناطق المحيطة بها.
وفي عام 1971، ثم اٌفتتح متحف الفنون والتقاليد الشعبية في الدير، وبعد أربع سنوات، أي في عام 1975، أٌعلن نصباً وطنياً.

### القرن الواحد والعشرون
بعد سنوات من إغلاق متحف الفنون والتقاليد الشعبية، انتقل دير سان أوغستين في عام 2006 إلى إدارة الجامعة الوطنية الكولومبية. وفي 11 أكتوبر من عام 2007، بدأ "نظام التراث والمتاحف" التابع للجامعة، والذي لم يعد قائماً اليوم، نشاطه في الدير.
منذ عام 2015، أصبح الدير جزءاً من المساحات التابعة لمديرية التراث الثقافي في الجامعة، حيث يؤدي دوراً ثقافياً مهماً من خلال تنظيم أنشطة فنية وثقافية، أبرزها المعارض. ومنذ عام 2017، أصبح دير سان أوغستين مقراً لمعهد الكولومبي الألماني للسلام (CAPAZ).

## التدخل وتأهيل المرافق

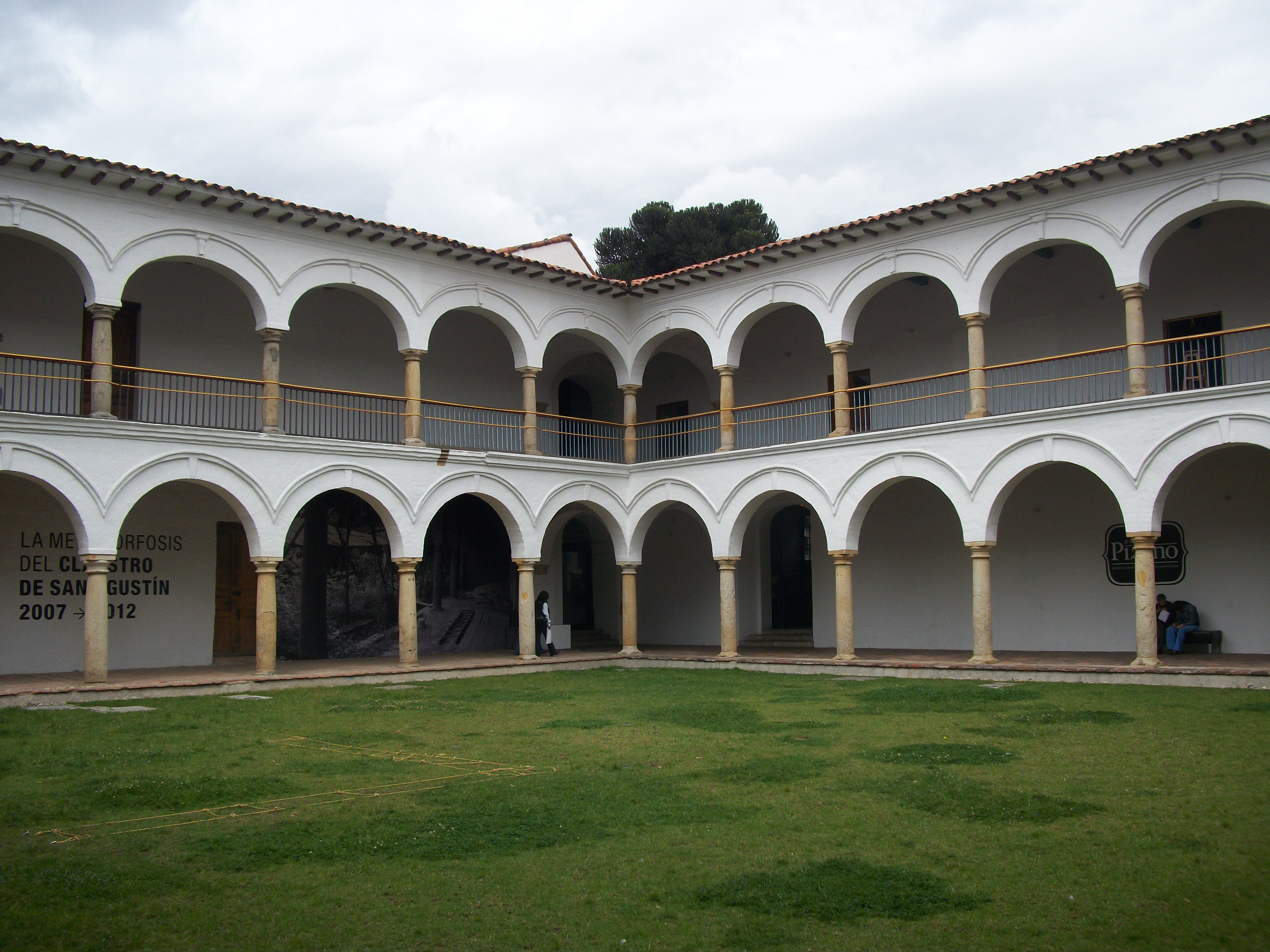
الداخلية بعد التدخل والتهيئة

تلقت الجامعة الوطنية الكولومبية المبنى بموجب القرار رقم 1186 الصادر عن وزارة الثقافة بتاريخ 16 أغسطس 2006.
نٌفذ مشروع التهيئة بين عامي 2008 و2009 في إطار "نظام التراث والمتاحف" التابع للجامعة الوطنية الكولومبية. شملت الأعمال المنجزة عمليات مصنفة ضمن فئات الإسعافات الأولية، الصيانة، والتهيئة، وفق التصنيفات المعتمدة من قبل وزارة الثقافة. وقد نُفذت هذه الأعمال بهدف إيقاف الأضرار الناجمة عن العوامل الطبيعية التي أثرت على العناصر المعمارية المعرضة للخطر.
شملت هذه المرحلة بناء غطاء إضافي لمعالجة فرق الارتفاع في السقوف بجناح الجنوب، ومعالجة الرطوبة في الجناح الشرقي، واستعادة حالة الفناء الداخلي.
كما تضمنت أعمال التهيئة تكييف مدخل المبنى، وإنشاء مكتبة ودورات مياه، ومستودع حفظ، إلى جانب تنفيذ مقترح خاص بالإضاءة والكابلات الهيكلية.

## روابط إضافية
- يحتوي موقع Wikimedia Commons على فئة وسائط متعددة مخصصة لـ دير سان أوغستين (Claustro de San Agustín)
- لمحة تاريخية عن دير سان أوغستين
- مديرية التراث الثقافي في الجامعة الوطنية الكولومبية
- المتاحف والمجموعات التراثية في الجامعة الوطنية الكولومبية